# 帕索罗布尔斯
帕索罗布尔斯（Paso Robles，全名：El Paso de Robles“橡树之路”）是美国加利福尼亚州圣路易斯-奥比斯波县的一座城市，位于加利福尼亚州圣路易斯奥比斯波以北的萨利纳斯河，以其温泉，大量的酿酒厂，橄榄油生产，杏仁果园以及主办加州中部国家博览会而闻名。